# Franz Ehrenhöfer
Franz Ehrenhöfer (* 29. Juli 1880 in Reinberg bei Vorau, Steiermark; † 17. April 1939 in Grosseto) war ein österreichischer Bildhauer, Kunstgewerbler und Maler.

## Leben
Nach Absolvierung einer Lehre und gleichzeitigem Besuch der Kunstgewerbeschule 1894 bis 1899 studierte Ehrenhöfer 1900 bis 1907 bei Hans Bitterlich und Edmund von Hellmer an der Akademie der Bildenden Künste Wien. Danach unterrichtete er bis 1915 an der Fachschule für Holzindustrie in Villach. Zwischen 1916 und 1937 lehrte Ehrenhöfer an der Staatsgewerbeschule Bozen, ehe er seine letzten Lebensjahre an der Scuola Tecnica in Grosseto verbrachte, wo er auch starb.

## Werke
Ehrenhöfer schuf als Bildhauer Denk- und Grabmäler. Daneben war er auch als Zeichner, Maler und Keramiker tätig.
- 4 Steinreliefs (Soldatengebet, Soldatenleid, Soldatentreue, Soldatenlied) des ehemaligen Kaiserjägerdenkmals, Bozen, 1917/18 (1926/27 abgerissen)[1], 1930 sichergestellt und 1941 auf den Bergisel überführt[2]
- Kriegsmadonna (Nagelungsfigur), Gries-Bozen, Außenmauer der Abtei Muri-Gries (Einweihung: 29. Juni 1917)[3][4]
- Gelf-Madonna in Bozen am Haus Talfergasse 12 (Gelfhaus), 1925[5]
- Zunftzeichen (Tragestange) der Musikkapelle Zwölfmalgreien (Bozen), 1921[6]
- Allegorische Figuren Strom, Dampf und Flüsse, Bahnhof Bozen, 1928

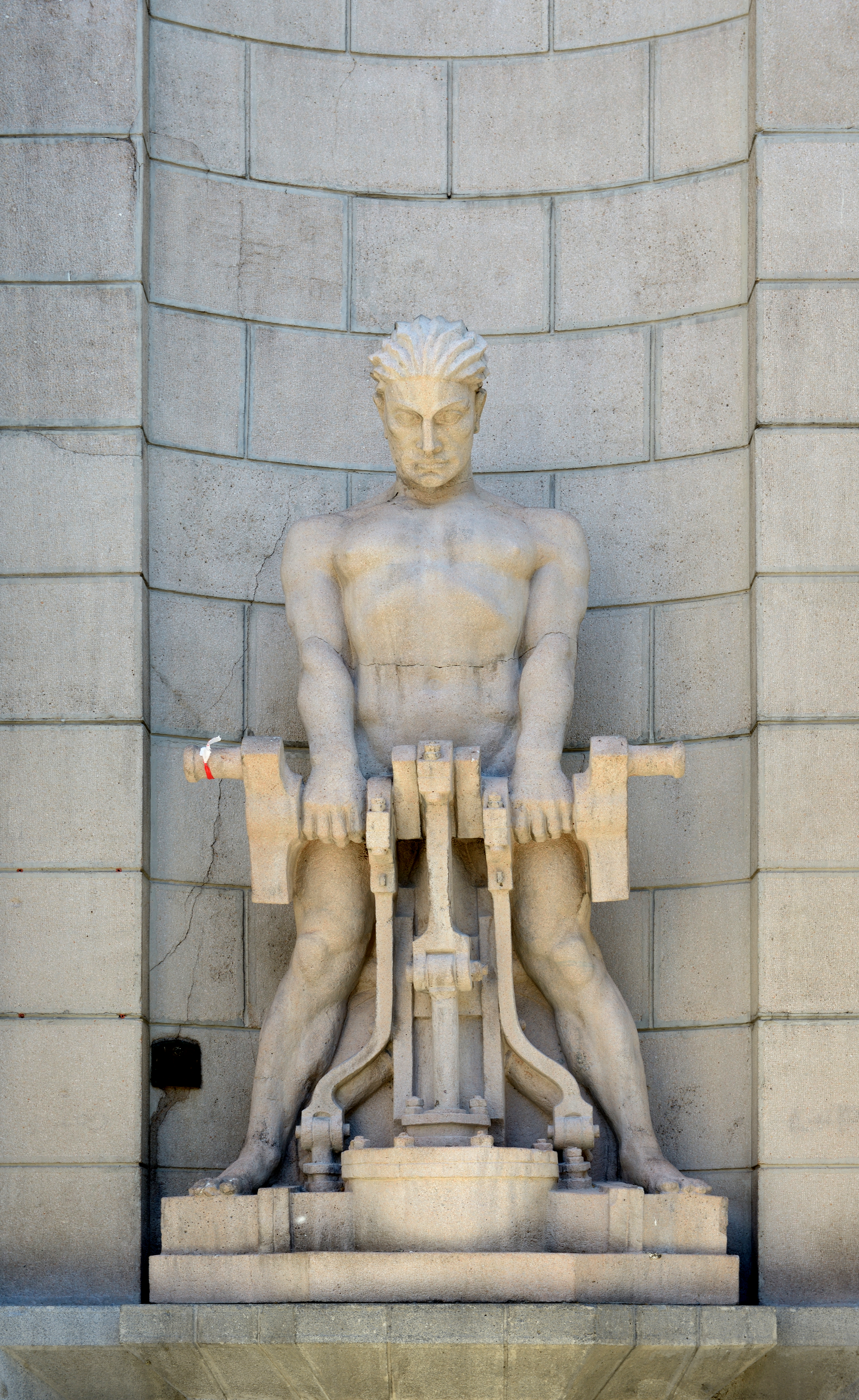
Allegorische Figur Dampf am Bahnhof Bozen
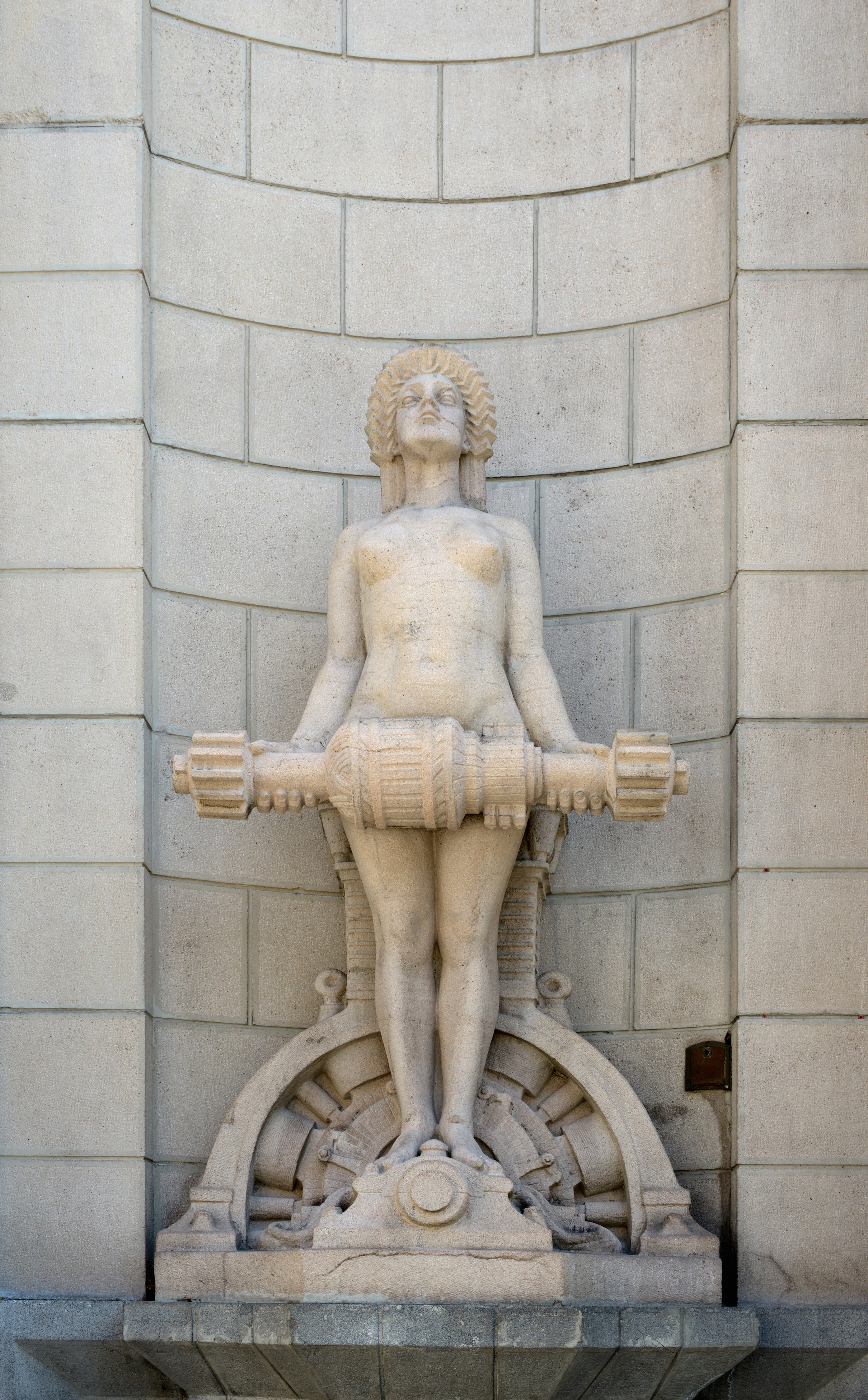
Allegorische Figur Strom am Bahnhof Bozen
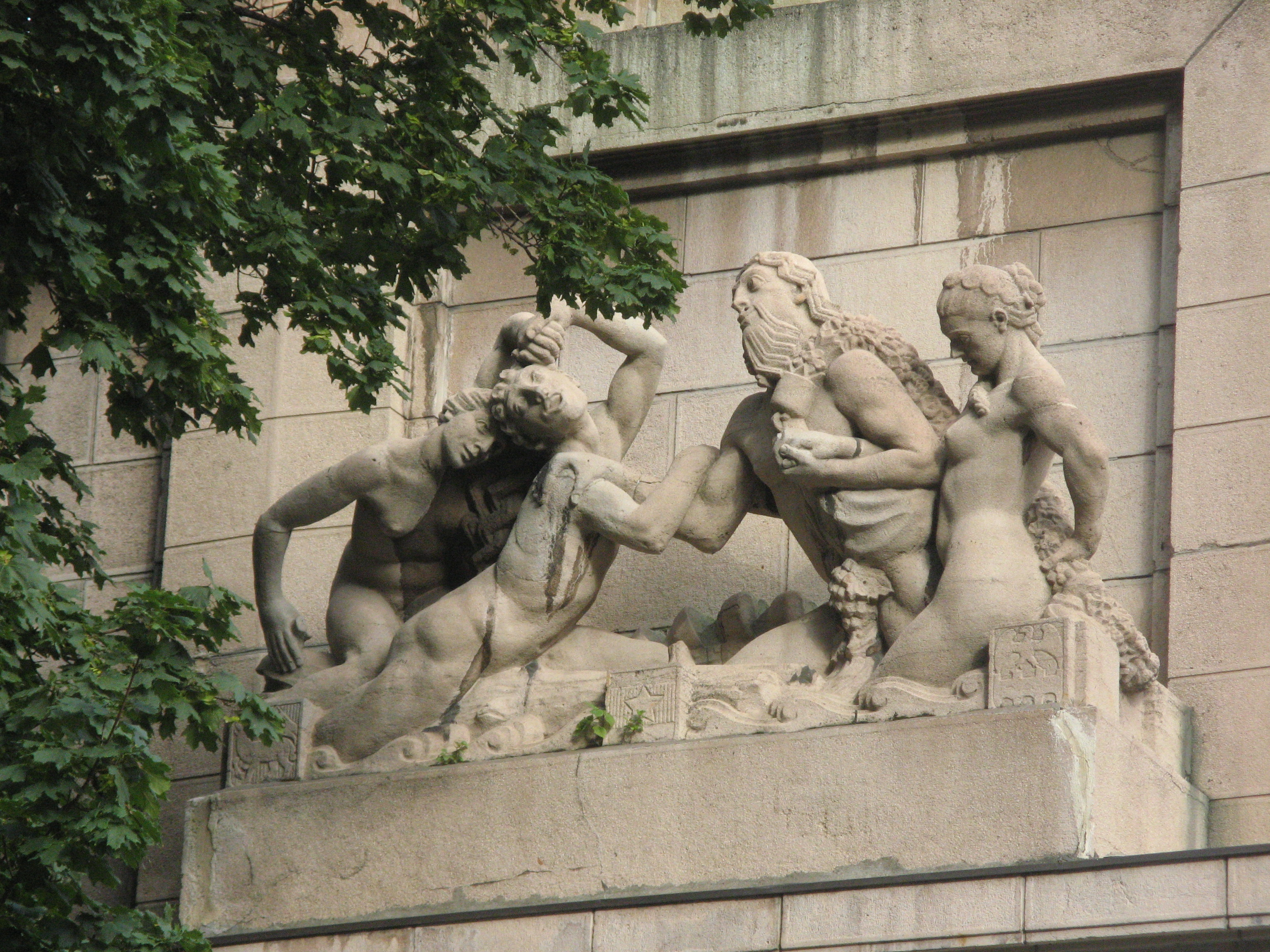
Allegorische Figur Etschländer Flüsse am Bahnhof Bozen: Eisack und Rienz, Etsch und Passer, mit den Stadtwappen von Brixen, Bozen und Meran (von links)
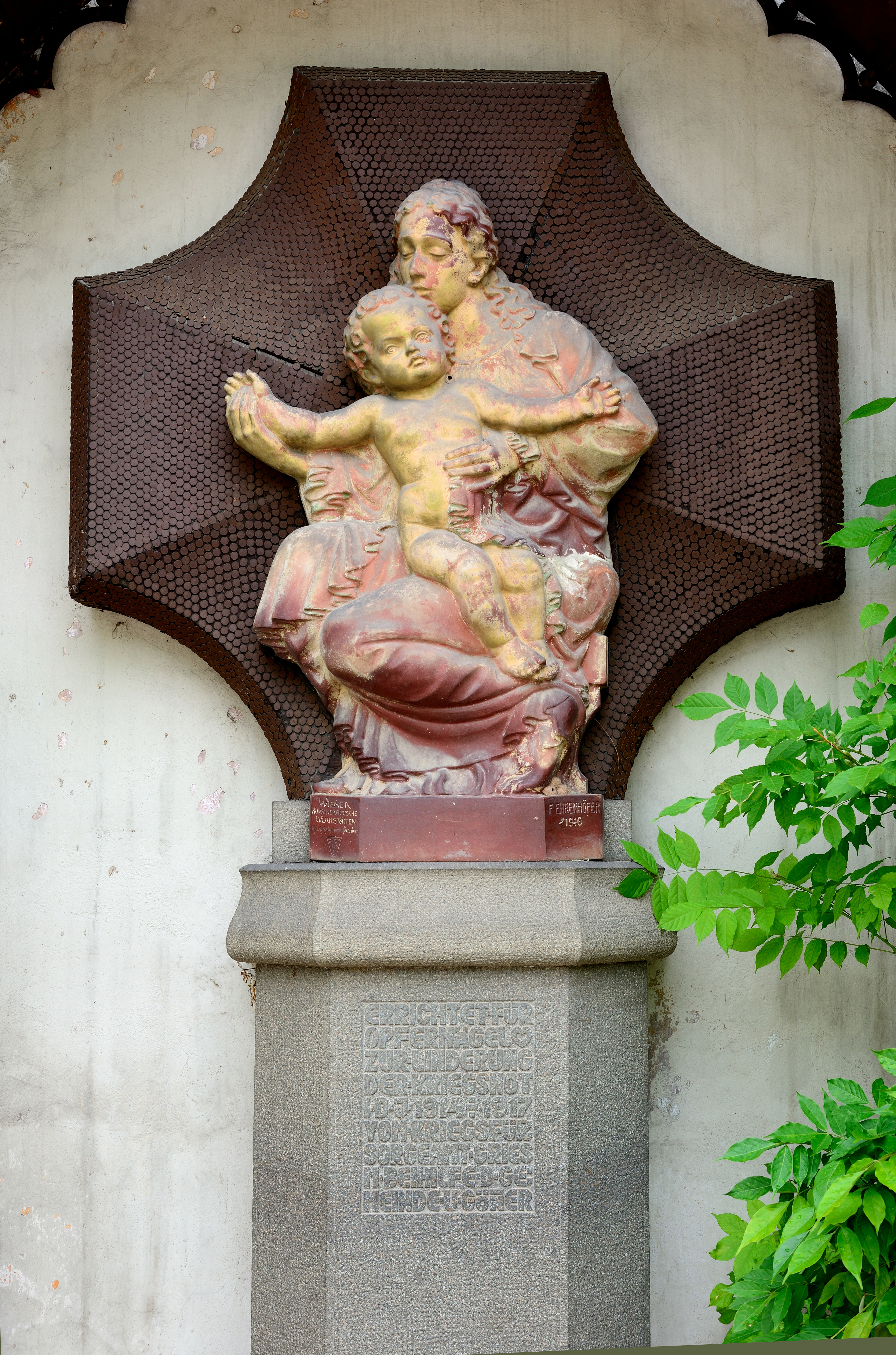
Kriegsmadonna in Bozen Gries
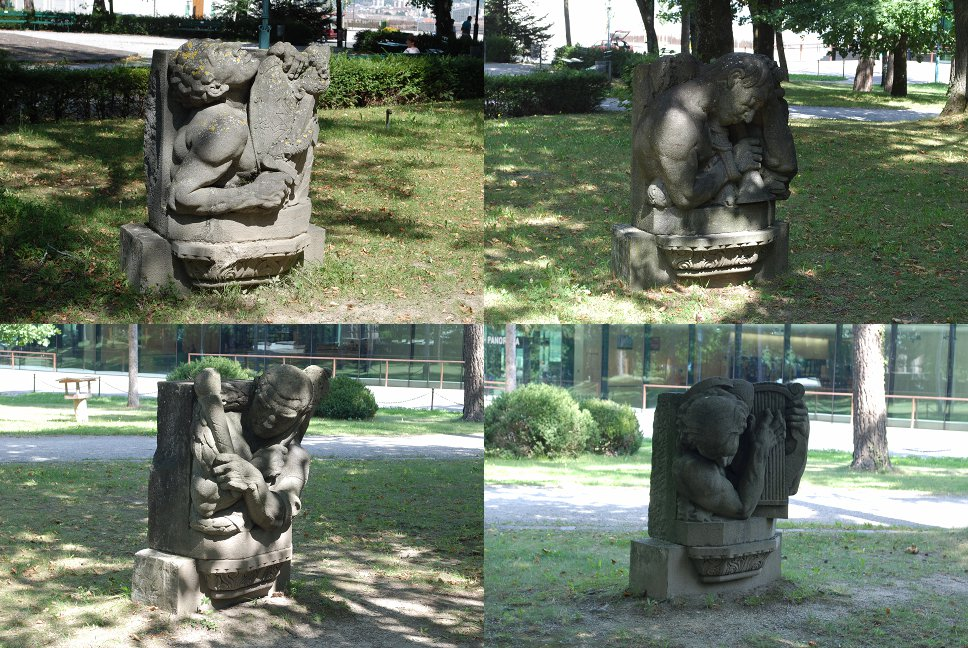
Steinreliefs am Bergisel (vom ehem. Bozener Kaiserjägerdenkmal)
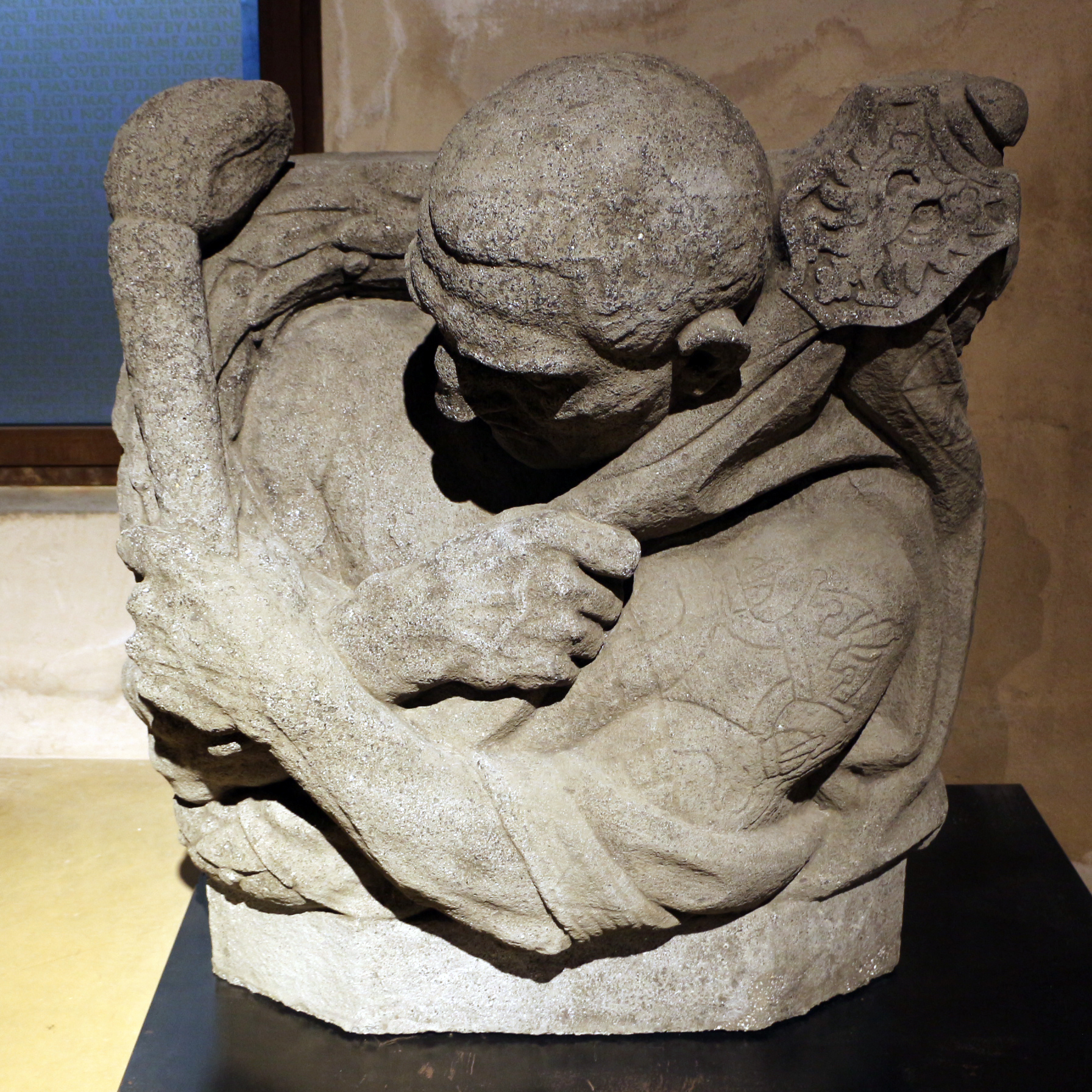
Skulptur Die Soldatentreue vom ehem. Kaiserjägerdenkmal (Abguss im Bozner Siegesdenkmal)